# Glenea subaurata
Glenea subaurata là một loài bọ cánh cứng trong họ Cerambycidae.